# Baltimore County
Baltimore County is een county in de Amerikaanse staat Maryland.
De county heeft een landoppervlakte van 1.550 km² en telt 827.370 inwoners (schatting 2019). De hoofdplaats van Baltimore County is Towson. De stad Baltimore behoort niet tot de county omdat deze zich in 1851 onafhankelijk verklaarde. De county en de stad opereren sindsdien onafhankelijk van elkaar.
De naam is afkomstig van de tweede Baron Baltimore, Cæcilius Calvert, die tevens baron van Maryland was.

## Geboren
- Bob Garrett (1875-1961), atleet